# 審馬陣山
審馬陣山，又稱夜珍加羅穗山，位於臺灣臺中市和平區平等里與宜蘭縣大同鄉南山村之間，太魯閣國家公園西北部。為台灣知名山峰，也是台灣百岳之一，排名第83，山頂有編號6325的三等三角點。審馬陣山高3,141公尺，屬於中央山脈。審馬陣山屬南湖群峰之一，位於南湖群峰的西側，東面接連著南湖北山、南湖大山、陶塞峰與南湖大山東南峰等山。